# Kleine Wunder in Athen
Kleine Wunder in Athen oder Akadimia Platonos (griechisch Ακαδημία Πλάτωνος) ist ein 2009 in Deutschland und Griechenland gedrehter Film von Filippos Tsitos. Der ursprünglich vorgesehene Titel lautete: De tha ginis ellinas pote, Alvane... (griechisch Δεν θα γίνεις Έλληνας ποτέ, Αλβανέ..., „Du wirst nie ein Grieche sein, Albaner...“).
Der Film wurde als Koproduktion von ZDF und ARTE in griechischer und albanischer Sprache gedreht. Er startete offiziell am 22. Juli 2010 in den deutschen Kinos.

## Umfeld
Der Film spielt an einer ruhigen Kreuzung im Athener Stadtviertel Akadimia Platonos. Wie viele zentrumsnahe Viertel ist auch dieses durch sehr kleinteilige Apartmenthäuser der Nachkriegszeit geprägt, die nach Wegzug der alten Bewohner hauptsächlich von Ausländern bewohnt werden und verfallen. Die verbliebenen zumeist armen Einwohner fühlen sich als Verlierer der Gesellschaft.

## Handlung
Der Ladenbesitzer Stavros verbringt die Tage, indem er mit seinen Freunden untätig vor seinem heruntergekommenen Laden im Athener Stadtviertel Akadimia Platonos herumsitzt. Als albanische Bauarbeiter im Auftrag der Stadt beginnen, ein Denkmal für „interkulturelle Solidarität“ zu errichten, stößt das auf den Widerstand der fremdenfeindlichen Freunde. Auch die Chinesen, die gegenüber von Stavros’ Laden mit beängstigendem Fleiß ein Geschäft für italienische Designermode aufmachen und immer zahlreicher zu werden scheinen, machen den Griechen Angst. Diese lästern über die Albaner und die Chinesen und haben ihren Spaß an dem Hund „Patriot“, den einer von ihnen dazu abgerichtet hat, alle Albaner anzubellen.
Stavros’ halb demente Mutter glaubt in dem Albaner Marengelen ihren verlorenen Sohn zu erkennen. Dass seine Mutter plötzlich fließend albanisch spricht, irritiert Stavros ebenso sehr wie der nun auch ihn verbellende Patriot.
Die Frage, wie viel Albaner in ihm selbst steckt, bringt sein Leben aus dem Gleichgewicht und auch die Weltsicht seiner Freunde ins Wanken.

## Kritiken
- „Kleine Wunder in Athen versucht zwar nicht die Seele eines Volkes als Ganzes zu erfassen; in einem Mikrokosmos, der sich an einem winzigen Platz im Herzen dieser Metropole befindet, findet aber eine Studie über die Natur des wahren griechischen Mannes statt... Wenn es einem Film gelingt, solch große Wahrheiten gelassen zu formulieren, indem er voll Ironie und zuweilen Sarkasmus einen Mikrokosmos konstruiert, der alles beinhaltet, was es auch im Großen zu entdecken gäbe, dann hat man tatsächlich ein Kleinod vor sich. .. selten zuvor wartete ein solch unscheinbarer Film mit derart viel Charme auf.“ Dimitrios Athanassiou auf moviemaze.de[3]

- „Ihm gelingt etwas ganz anderes: mit einem kleinen, verschrobenen und dabei sehr liebenswerten Film auf ein noch immer totgeschwiegenes Problem aufmerksam zu machen. Kleine Wunder in Athen hat eine Debatte angestoßen über interkulturelle Schwierigkeiten im heutigen Griechenland und gesellschaftlich vermittelten Fremdenhass.“ Till Kadritzke auf critic.de[4]

- „Kein Wunder also, dass man diesen Film auf vielerlei Weisen genießen kann: Vordergründig als leichte Komödie, die sich erst auf den zweiten und dritten Blick als messerscharfer Blick auf die griechische Gesellschaft und als feine Parabel auf Vorurteile und die Schwierigkeiten des alltäglichen Zusammenlebens entpuppt.“ Joachim Kurz auf kino-zeit.de[5]

## Auszeichnungen
Der Film erhielt den Preis der Ökumenischen Jury beim 62. Filmfestival von Locarno. Der Hauptdarsteller Antonis Kafetzopoulos erhielt von der Internationalen Jury den Preis für den besten Darsteller, die Jugendjury des Festivals zeichnete den Film als drittbestes Werk aus.
Der Film wurde für den LUX-Filmpreis 2010 des Europäischen Parlaments nominiert und drang bis in die Endrunde der drei besten Filme vor.